# Szabó Bogár Erzsébet
Szabó Bogár Erzsébet (Csanytelek, 1926. augusztus 17. – Makó, 2014. július 14.) magyar költő, meseíró, magyarnótaszerző.

## Élete
Szabó Bogár János asztalos és Putnoki Erzsébet gyermekeként született. Két fiatalabb fiútestvérével együtt nőtt fel. Az elemi iskolát Csongrádon végezte. 1944-ben gyermeke született. 1955-ben fiával Szegedre költözött, elvégezte a helyi egészségügyi szakközépiskolát. Diákként több szavalóversenyen szerepelt jó eredménnyel. 1957-től nyugdíjazásáig, 1979-ig főnővérként dolgozott a szegedi kórház tüdőosztályán. Két felnőtt unokája és három dédunokája van.

## Munkássága
1970-ben jelent meg az első verse nyomtatásban, majd hosszú ideig nem írt. 1989-ben kezdett újra írásba, 1995-ben adták ki első önálló nótásfüzetét, majd 1997-ben jelent meg az első gyermekvers kötete Álmod ágya bársonyára címmel. Ettől az évtől kezdődően folyamatosan jelentek meg gyermekverses kötetei és magyarnótái önálló füzetekben vagy más szerzőkkel közösen. Tagja volt a Dugonics Társaságnak, a Magyarnótaszerzők és Énekesek Országos Egyesületének, a Kész-Tető Ifjúsági Egyesületnek, valamint a Dankó Pista Emlékéért Alapítvány alapító tagja.

## Gyermekversek
Meséinek szövege a magyar nyelv szépségét dicsérik, a jól csengő rímek könnyen olvashatóak a gyerekek számára. Magyar nyelvi tankönyvek hivatkoznak rájuk, de a gyerekek szavalóversenyekre is lelkesen választják őket. Mesésköteteinek többségét unokája, Kasza Magdolna grafikus illusztrálta.
Számtalan óvodai és iskolai meghívást kapott, amelyeknek rendszerint eleget is tett. Ezek a meghívások állandó kapcsolatot biztosítottak neki gyerek közönségével. Egyfajta író-olvasó találkozóként működtek, ahol a dedikálás mellett szívesen válaszolt ifjú rajongói kérdéseire vagy felolvasott legújabb meséiből.

## Magyarnóták
A gyermekmesék mellett a magyarnóták világa is sok népszerű dalt köszönhet neki. Több szerzeménye is a magyarnóta estek vissza-visszatérő vendége. Nótáihoz a zenét többek között olyan híres zeneszerzők szerezték, mint Bognár Gyula, Kikli Tivadar, Sztojkó Mihály...

## Gyermekvers kötetei
- Álmod ágya bársonyára (Bába és Társa kiadó, első kiadás éve: 1997, második kiadás éve: 2006)
- A jó meleg sugarával (Bába és Társa kiadó, első kiadás éve: 1998, második kiadás éve: 2006)
- Álomország (Printker, kiadás éve: 1999)
- Fantázia szárnyán (Printker, kiadás éve: 1999)
- Csodás kikelet (Printker, kiadás éve: 2000)
- Tündérország varázskertje (Printker, kiadás éve: 2001)
- A repülő sün (Printker, kiadás éve: 2004)
- Csodálatos volt a kert (Bába és Társa kiadó, kiadás éve: 2008)
- Ünneplőben van a határ (Bába és Társa kiadó, kiadás éve: 2009)
- Vándor Nándor szerencséje (Bába és Társa kiadó, kiadás éve: 2010)
- Bölcs királyfi mesés házassága (Bába és Társa kiadó, kiadás éve: 2012)

## Önálló magyarnóta füzetei
- Szabó Bogár Erzsébet magyarnótái (Szegedi Nótás Újság, 1995)
- Szabó Bogár Erzsébet második nótafüzete (Magyarnótaszerzők és Énekesek Dél-magyarországi Egyesülete, 2001)
- Szabó Bogár Erzsébet harmadik nótafüzete (Magyarnótaszerzők és Énekesek Dél-magyarországi Egyesülete, 2002)

## Más szerzőkkel közös magyarnóta kiadványai
- Szegedi nótacsokor (Szegedi Nótás Újságág, 1997)
- Harmadik nótáskönyvünk (Szegedi Nótás Újságág, 1997)
- Negyedik nótáskönyvünk (Szegedi Nótás Újságág, 1998)
- Tizenkettedik nótáskönyvünk (Szegedi Nótás Újságág, 2008)
- Tizenharmadik nótáskönyvünk (Dr. Kikli Tivadar - Magyarnótaszerzők és Énekesek Dél-magyarországi Egyesülete - Bába és Társai Kft., 2012)

## Egyéb megjelenések
- Garai János: Százados szófürtök (Bába és Társa Kiadó 2001)
- Társadalmi és iskolai ünnepek : versek, elbeszélések (Item Könyvkiadó 2002)
- Ünnepek és hétköznapok az óvodában (Item Könyvkiadó 2006)
- Csengőszó - módszertani folyóirat tanítóknak (Mozaik kiadó) 2009/október, 2012/május
- Dr. Galgóczi Lászlóné: Magyar nyelv kisiskolásoknak (Mozaik Kiadó 2013)